# Сан-Жозе-ду-Ору
Сан-Жозе-ду-Ору (порт. São José do Ouro) — муниципалитет в Бразилии, входит в штат Риу-Гранди-ду-Сул. Составная часть мезорегиона Северо-запад штата Риу-Гранди-ду-Сул. Входит в экономико-статистический микрорегион Санандува. Население составляет 7020 человек на 2006 год. Занимает площадь 334,774 км². Плотность населения — 21,0 чел./км².

## История
Основание города исчисляется от 10 сентября 1959 года (самовыделение из муниципалитета Лагоа-Вермелья).

## Статистика
- Валовой внутренний продукт на 2003 составляет 78.144.495,00 реалов (данные: Бразильский институт географии и статистики).
- Валовой внутренний продукт на душу населения на 2003 составляет 11.109,54 реалов (данные: Бразильский институт географии и статистики).
- Индекс развития человеческого потенциала на 2000 составляет 0,787 (данные: Программа развития ООН).